# Pisa Sporting Club 1934-1935
Questa pagina raccoglie i dati riguardanti il Pisa Sporting Club nelle competizioni ufficiali della stagione 1934-1935.

## Rosa
| N. |                   | Ruolo | Calciatore        |
| -- | ----------------- | ----- | ----------------- |
|    | Italia (bandiera) | C     | Vasco Artigiani   |
|    | Italia (bandiera) | P     | Giulio Baldacci   |
|    | Italia (bandiera) | P     | Bruno Ballante    |
|    | Italia (bandiera) | P     | Angelo Bedini     |
|    | Italia (bandiera) | A     | Sergio Bertoni    |
|    | Italia (bandiera) | C     | Emanuele Boltri   |
|    | Italia (bandiera) | A     | Ugo Conti         |
|    | Italia (bandiera) | D     | Gino Corsini      |
|    | Italia (bandiera) | C     | Raffaele D'Aquino |
|    | Italia (bandiera) | D     | Pietro Del Buono  |
|    | Italia (bandiera) | A     | Alessandro Duè    |

| N. |                   | Ruolo | Calciatore               |
| -- | ----------------- | ----- | ------------------------ |
|    | Italia (bandiera) | D     | Cesare Augusto Fasanelli |
|    | Italia (bandiera) | C     | Gino Ghelarducci         |
|    | Italia (bandiera) | A     | Nicolás Lombardo         |
|    | Italia (bandiera) | A     | Raffaello Niccolai       |
|    | Italia (bandiera) | D     | Angelo Pasolini          |
|    | Italia (bandiera) | A     | Angelo Pomponi           |
|    | Italia (bandiera) | A     | Armando Preti            |
|    | Italia (bandiera) | C     | Mario Serradimigni       |
|    | Italia (bandiera) | C     | Lorenzo Suber            |
|    | Italia (bandiera) | D     | Orlando Tognotti         |
|    | Italia (bandiera) | C     | Mario Tonali             |

## Risultati

### Serie B

#### Girone A

##### Girone di andata
| Arbitro: | Bettucchi (Bologna) |

|                         |           |         |
| Bertoni Preti ?’ (rig.) | Marcatori | Longoni |

| Arbitro: | Ghetti (Modena) |

|                 |           |               |
| Rizzotti Romano | Marcatori | Bertoni Preti |

| Pisa 14 ottobre 1934 3ª giornata                       | Pisa      | 4 – 0 referto | Casale | Campo del Littorio |
| \| \| \| \| \| Preti ?’, ?’, ?’, ?’ \| Marcatori \| \| |           |               |        |                    |
|                                                        |           |               |        |                    |
| Preti ?’, ?’, ?’, ?’                                   | Marcatori |               |        |                    |

| Busto Arsizio 21 ottobre 1934 4ª giornata | Pro Patria        | 0 – 2 A tav. referto | Pisa | Stadio Comunale\| Arbitro: \| De Sanctis (Roma) \| |
| Arbitro:                                  | De Sanctis (Roma) |                      |      |                                                    |

| Arbitro: | Levrero (Genova) |

|           |           |         |
| D'Alberto | Marcatori | Pomponi |

| Arbitro: | Mauri (Como) |

|                          |           |          |
| Bertoni ?’, ?’, ?’ Preti | Marcatori | Giordani |

| Arbitro: | Turbiani (Ferrara) |

|                         |           |  |
| Bodini Biavati Nicolosi | Marcatori |  |

| Arbitro: | Gamba (Napoli) |

|                             |           |                            |
| Di Santo Gerbi Calzolari Re | Marcatori | Pomponi Suber ?’, ?’ Conti |

| Arbitro: | Piccoli (Bologna) |

|                              |           |  |
| Pomponi Conti ?’, ?’ Bertoni | Marcatori |  |

| Arbitro: | Mazza (Napoli) |

|         |           |  |
| Pomponi | Marcatori |  |

| Pavia 6 gennaio 1935 11ª giornata | Pavia            | 0 – 0 referto | Pisa | Stadio Pietro Fortunati\| Arbitro: \| Bertone (Milano) \| |
| Arbitro:                          | Bertone (Milano) |               |      |                                                           |

| Arbitro: | Pirovano (Monza) |

|                              |           |  |
| Preti ?’, ?’ Niccolai ?’, ?’ | Marcatori |  |

| Arbitro: | Pasinato (Venezia) |

|                           |           |  |
| Libonatti Poggi ?’ (rig.) | Marcatori |  |

| Arbitro: | Zallone (Bari) |

|           |           |        |
| Preti Due | Marcatori | Antona |

| Arbitro: | Caironi (Milano) |

|           |           |           |
| Giannelli | Marcatori | Conti Due |

##### Girone di ritorno
| Arbitro: | Mastellari (Bologna) |

|       |           |           |
| Boffi | Marcatori | Fasanelli |

| Arbitro: | Mazza (Napoli) |

|                   |           |        |
| Preti Due Pomponi | Marcatori | Romano |

| Arbitro: | Pirovano (Monza) |

|         |           |               |
| Ferrero | Marcatori | Due Fasanelli |

| Arbitro: | Salvagno (Trieste) |

|         |           |  |
| Pomponi | Marcatori |  |

| Arbitro: | Mauri (Como) |

|              |           |             |
| Preti ?’, ?’ | Marcatori | Baccillieri |

| Arbitro: | Mattea (Torino) |

|       |           |  |
| Scher | Marcatori |  |

| Arbitro: | Zelocchi (Modena) |

|        |           |  |
| Tonali | Marcatori |  |

| Pisa 14 aprile 1935 23ª giornata | Pisa              | 0 – 0 referto | Messina | Campo del Littorio\| Arbitro: \| Bertolio (Torino) \| |
| Arbitro:                         | Bertolio (Torino) |               |         |                                                       |

| Arbitro: | Mastellari (Bologna) |

|          |           |  |
| Angelini | Marcatori |  |

| Arbitro: | Caironi (Milano) |

|                                     |           |  |
| Scarabello Marchina Comar ?’ (rig.) | Marcatori |  |

| Pisa 5 maggio 1935 26ª giornata | Pisa | – n.d. | Pavia | Campo del Littorio |

| Arbitro: | Piccoli (Bologna) |

|            |           |  |
| Colombo II | Marcatori |  |

| Arbitro: | Scorzoni (Bologna) |

|           |           |       |
| Fasanelli | Marcatori | Gobbi |

| Arbitro: | Bonifazi (Roma) |

|                                          |           |  |
| Busani Mariani ?’, ?’ Colli Savio ?’, ?’ | Marcatori |  |

| Pisa 30 maggio 1935 30ª giornata                                                         | Pisa      | 8 – 0 referto | Derthona | Campo del Littorio |
| \| \| \| \| \| Lombardo Duè ?’, ?’, ?’ Fasanelli Conti ?’, ?’ Pomponi \| Marcatori \| \| |           |               |          |                    |
|                                                                                          |           |               |          |                    |
| Lombardo Duè ?’, ?’, ?’ Fasanelli Conti ?’, ?’ Pomponi                                   | Marcatori |               |          |                    |